# Káli István
Káli Király István, eredeti családi nevén Király (Marosvásárhely, 1947. május 10. –) romániai magyar vegyészmérnök, író, szerkesztő és kiadó. Leánya Király Kinga Júlia író, műfordító.

## Életútja
Szülővárosában a Bolyai Farkas Líceumban érettségizett (1965), a temesvári Műszaki Egyetem iparvegyészeti karán szerzett diplomát (1970). Előbb a Maros megyei Helyiipari Vállalatcsoportnál (1970–77), majd ugyanott a Kerámiaipari Termékek Gyárában vegyészmérnök. 1989 után az irodalomszervezésnek szentelte idejét.

## Szépírói és irodalomszervezői munkássága
Első írása az Utunkban jelent meg (1975). Novelláit, elbeszéléseit az Utunk és Igaz Szó közölte. Az új nemzedék kételyeivel és szorongásaival, idegenkedő bizonytalanságaival indult, de művészi képességei már Forrás-kötetének megszerezték a KISZ-díjat (1979).
A fiatal írók Ötödik Évszak című antológiájában (Marosvásárhely, 1980) groteszk kísérlettel szerepelt (Koronatanú a pitypangok mezején), kozmikus érzés és fatalizmus keveredik elbeszélésében, következő regényében azonban az elvont képletek már feloldódtak, s főhőse fiatalon elviselt börtönbüntetésének megaláztatásaitól szabadulva, fel nem adott reményeivel lát neki egyéni és családi boldogsága megalapozásának.
Az 1989-es fordulat után bekapcsolódott a romániai magyar politikai, kulturális és irodalmi életbe. A RMDSZ egyik alelnöke lett, a marosvásárhelyi polgármesteri székért nem indulhatott román bírósági döntés miatt, mondhatni ezek után szinte belevetette magát az irodalmi életbe, megalapította a marosvásárhelyi Mentor Kiadót, nagyon sokat tett és tesz a magyar nyelvű könyvkiadásért, könyvterjesztésért határon innen és túl. Író–olvasó találkozókat, megemlékezéseket szervezett és szervez, köztük Sütő András 75. születésnapja alkalmából való köszöntőjét (2002). Rendszeresen megszervezte a marosvásárhelyi Nemzetközi Könyvvásárokat. 2009-ben zajlott a 15. Marosvásárhelyi Nemzetközi Könyvvásár. Az Írók Marosvásárhelyi Egyesületében beválasztották a vezetőségbe, amelyben Zeno Ghitulescu és Káli Király István lett a két társtitkár.

## Kötetei (válogatás)
- Mit tud az a nagy sárga gép? (novellák, karcolatok, Forrás, 1979)
- Akinek megbocsátjátok. Vallomás egy életről – szeletekben. Regény; Kriterion, Bukarest, 1981
- Tisztítótűz / Üres napok. Két kisregény; Dacia, Kolozsvár, 1983
- Közjáték. Novellák, elbeszélések; Kriterion, Bukarest, 1984
- Századélet. Novellák; Zrínyi, Budapest, 1994
- Vasvirágok. Versek; Polis, Kolozsvár, 1997
- Sütő András 75 éves; szerk. Káli Király István; Mentor, Marosvásárhely, 2002
- Wass Albert: Barackvirág és béke. Elmélkedések, bölcseletek, próféciák; vál., szerk. Káli Király István és Nagy Pál; Mentor, Marosvásárhely, 2006
- Helyzetábécé; Pro-Print, Csíkszereda, 2007
- Bíbor avagy Hórusz szeme. Adalékok a megkésett szerelem monográfiájához; Bookart, Csíkszereda, 2012
- Galícia, 1914–1916. Arcvonal és hátország; szerk., összeáll. Káli Király István; Mentor, Marosvásárhely, 2014
- Megvárom, amíg fütyül a feketerigó. Válogatott novellák; Mentor Könyvek, Marosvásárhely, 2017
- Bizony, csoda! Káli István beszélgetése gróf Bethlen Anikóval; Mentor Könyvek, Koronka, 2018
- Klastrom utca kettő; Prae–Mentor Könyvek, Budakeszi–Marosvásárhely, 2021
- Ki gyújtott a katlan alá? Novellák; Mentor Könyvek, Marosvásárhely, 2022